# Lilac chaser

Lilac chaser – Stirra på det svarta korset i mitten i minst 30 sekunder och upplev fenomenet med illusionen.

Lilac chaser är en optisk illusion som består av 12 runda cirklar som går runt varandra med ett kryss i mitten.
Efter att man stirrat på det svarta korset i ca 20-30 sekunder börjar man se gröna prickar där de lila tidigare varit och efter ett tag börjar de lila prickarna suddas ut, verkar det som.